# Anaxiphomorpha
Anaxiphomorpha är ett släkte av insekter. Anaxiphomorpha ingår i familjen syrsor.
Kladogram enligt Catalogue of Life:
| Anaxiphomorpha | \| \| Anaxiphomorpha brachyapodemalis \| \| \| \| \| \| Anaxiphomorpha longiapodemalis \| \| \| \| |
|                | \| \| Anaxiphomorpha brachyapodemalis \| \| \| \| \| \| Anaxiphomorpha longiapodemalis \| \| \| \| |
|                | Anaxiphomorpha brachyapodemalis                                                                    |
|                | |
|                | Anaxiphomorpha longiapodemalis                                                                     |
|                | |